# 哈姆登鎮區 (明尼蘇達州貝克縣)
哈姆登鎮區（英語：Hamden Township）是位於美國明尼蘇達州貝克縣的一個行政鎮區。

## 地方資料
哈姆登鎮區的面積為91.80平方千米，當中陸地面積為88.00平方千米，而水域面積為3.80平方千米。根據2020年美國人口普查的數據，當地共有人口212人，而人口密度為每平方千米2.31人。